# Согласованный фильтр
Согласованный фильтр — линейный оптимальный фильтр, построенный исходя из известных спектральных характеристик полезного сигнала и шума. Согласованные фильтры предназначены для выделения сигналов известной формы на фоне шумов. Под оптимальностью понимается максимальное отношение сигнал/шум на выходе фильтра, при этом форма сигнала при прохождении через фильтр изменяется.

## Комплексная частотная характеристика
Для того чтобы цепь могла использоваться в качестве согласованного фильтра, КЧХ этой цепи должна быть равна произведению выражения, комплексно сопряжённого с выражением, описывающим спектр обнаруживаемого сигнала, экспоненты в степени {\displaystyle -j\omega t_{0}} и некоторого коэффициента, причём {\displaystyle t_{0}} — время достижения максимума выходным сигналом фильтра (иначе — время наблюдения сигнала).
Иначе говоря, импульсная характеристика такого фильтра представляет собой отраженную относительно нуля копию входного сигнала, сдвинутую на длительность сигнала {\displaystyle t_{0}} и в общем случае нормированную на указанный выше коэффициент.

## Форма выходного сигнала
Своего максимума выходной сигнал достигает в момент окончания входного, затем за время, равное продолжительности входного сигнала, уменьшается до нуля.

### Некоторые частные случаи входных сигналов
Для входного сигнала — прямоугольного импульса сигнал на выходе имеет форму треугольника с вершиной в момент окончания входного импульса.
Для входного радиоимпульса (отрезка синусоиды с огибающей-прямоугольником) выходной сигнал имеет форму синусоиды с огибающей, формой аналогичной предыдущему случаю.
Сложные сигналы при прохождении согласованного фильтра теряют модулированность и сжимаются по времени.
Пусть форма обрабатываемого сигнала заранее известна, и нам нужно определить лишь факт присутствия сигнала на фоне шумов. В этом случае фильтр должен вместо сохранения формы сигнала обеспечить его максимальный (по сравнению с шумом) уровень на выходе. Критерием качества обработки в данном случае может служить отношение сигнал/шум (ОСШ), определяемое как {\displaystyle \max \left\lbrace |s(t)|\right\rbrace /\sigma }, где {\displaystyle \sigma } — среднеквадратическое отклонение помехи.
Согласованная фильтрация нашла широкое применение в радиолокации, поскольку фильтр можно настроить на заранее известный тип принимаемого сигнала.
Согласованная фильтрация при применении линейно-частотномодулированного сигнала ЛЧМ (применяется в радиолокации) позволяет получить выигрыш в ОСШ до 18 децибел.
Согласованный фильтр — такое устройство, которое на выходе максимизирует ОСШ.